# Лашино (Орехово-Зуевский район)
Лашино́ — деревня в Орехово-Зуевском муниципальном районе Московской области. Входит в состав сельского поселения Соболевское. Население — 54 чел. (2010).

## Расположение
Деревня Лашино расположена в юго-западной части Орехово-Зуевского района, примерно в 35 км к югу от города Орехово-Зуево. В 2 км к северу от деревни протекает река Нерская. Высота над уровнем моря 127 м.

## Название
Название происходит от упомянутого в Писцовой книге Коломенского уезда 1577 г.  опричника Онуфрия Лашинского, владевшего землями вблизи деревни. Первоначально состояла из деревень Агафьинской и Устиновской, Лашинская тож (писцовая книга Коломенского уезда 1646 г.). В 1678 г. именовалась деревня Лашинская, Устиновское тож; в дальнейшем - Лашинская или Лашино.

## История
До конца 18 века располагалась в Коломенском уезде, затем - в Богородском. Относилась к приходу села Хотеичи.
С начала 17 века до середины 19 века деревней владели помещики Желтухины.
В 1857 г. отставной поручик Н.П. Желтухин освободил крестьян в количестве 264 души мужского пола и передал им земельные угодья площадью 1001 дес. за сумму 33300 рублей серебром.
Жители традиционно занимались земледелием (особенно хмелеводством), ткачеством. Были характерны отхожие промыслы.
В 1926 году деревня входила в Алексеевский сельсовет Ильинской волости Егорьевского уезда Московской губернии, имелась школа 1-й ступени.
До 2006 года Лашино входило в состав Соболевского сельского округа Орехово-Зуевского района.

## Население
В 1926 году в деревне проживало 542 человека (263 мужчины, 279 женщин), насчитывалось 118 хозяйств, из которых 116 было крестьянских. По переписи 2002 года — 54 человека (25 мужчин, 29 женщин).
| 1926 | 2002 | 2006 | 2010 |
| ---- | ---- | ---- | ---- |
| 542  | ↘54  | ↘50  | ↗54  |